# Ваши
Ваши — деревня в Великолукском районе Псковской области России. Входит в состав Шелковской волости.

## География
Расположена на реке Кунья, на северо-востоке района (близ границы с Тверской областью), в 53 км к северо-востоку от райцентра Великие Луки. К западу расположен посёлок Тарасы.

## Население
| 2001 | 2002 | 2010 |
| ---- | ---- | ---- |
| 128  | ↘89  | ↗95  |

Численность населения деревни по оценке на начало 2001 года составляла 128 жителей.

## История
С января 1995 до декабря 2014 года деревня входила в состав ныне упразднённой Букровской волости.